# 红花柊叶
红花柊叶（学名：Phrynium pubinerve）又名柊叶、粽粑叶，为竹芋科柊叶属下的一种多年生直立草本植物。种名capitatum意为头状的。广布于亚洲南部。中国分布于广东、广西、云南等省区。

## 特征
直立草本植物。其叶如芭蕉，用以包物。高约lm。根状茎块状。叶基生，长圆形或长圆状披针形，长30～50cm，宽l0～20cm，顶端短而渐尖，基部急尖，两面均无毛；叶柄长约60cm；叶枕长3～7cm，无毛。头状花序近球形，直径约5cm，无柄，自叶鞘内生出；最外的苞片3片，长2～3cm，顶端钝、具尖头，紫红色；内面能育的苞片长圆状卵形，顶端锐尖，具长缘毛，后呈纤维状；每1苞片中有花3对；萼片线形，长约1cm；花冠紫色；外轮退化雄蕊倒卵形，淡红色，内轮退化雄蕊较短，淡黄色。蒴果梨形，栗色，光亮，有2～3纵圆棱，长1～1.2cm，顶端有高约2mm的宿存花被筒，内有种子2～3粒。花期5～7月。

## 药用
药用为竹芋科植物柊叶的全草。可解表退热、凉血止血、利咽开音、解酒醒神。主治风热感冒或温病初起；血热妄行所致吐血、衄血、咳血、便血等；咽干喉痛、声音嘶哑、饮酒过度。